# Le Brassus
Le Brassus est une fraction de la commune vaudoise du Chenit en Suisse, située sur la rive gauche de l'Orbe dans la Vallée de Joux. Le Brassus est le point de départ nord de la route du col du Marchairuz. La route du Brassus, « Route de France », mène à Bois-d'Amont.

## Économie
Au XVe siècle, Le Brassus est une zone de pâturage pour les habitants[Quoi ?].
En 1555, Berne autorise la construction d'une ferrière[Quoi ?], en 1567 celle d'un haut fourneau, en activité jusqu'en 1743 (avec forge d'affinerie jusqu'à la fin du XVIIIe siècle, aciérie, fabrique de faux).
À partir du XVIIIe siècle, taille des pierres fines et horlogerie. Les maisons prestigieuses (Audemars Piguet dès 1875, Blancpain, etc.) ont subsisté.
Plusieurs communes du pied du Jura ont un alpage au Brassus.
Depuis 1899, le village est desservi par les trains de la compagnie privée de chemin de fer Pont-Brassus en gare du Brassus.

## Monuments

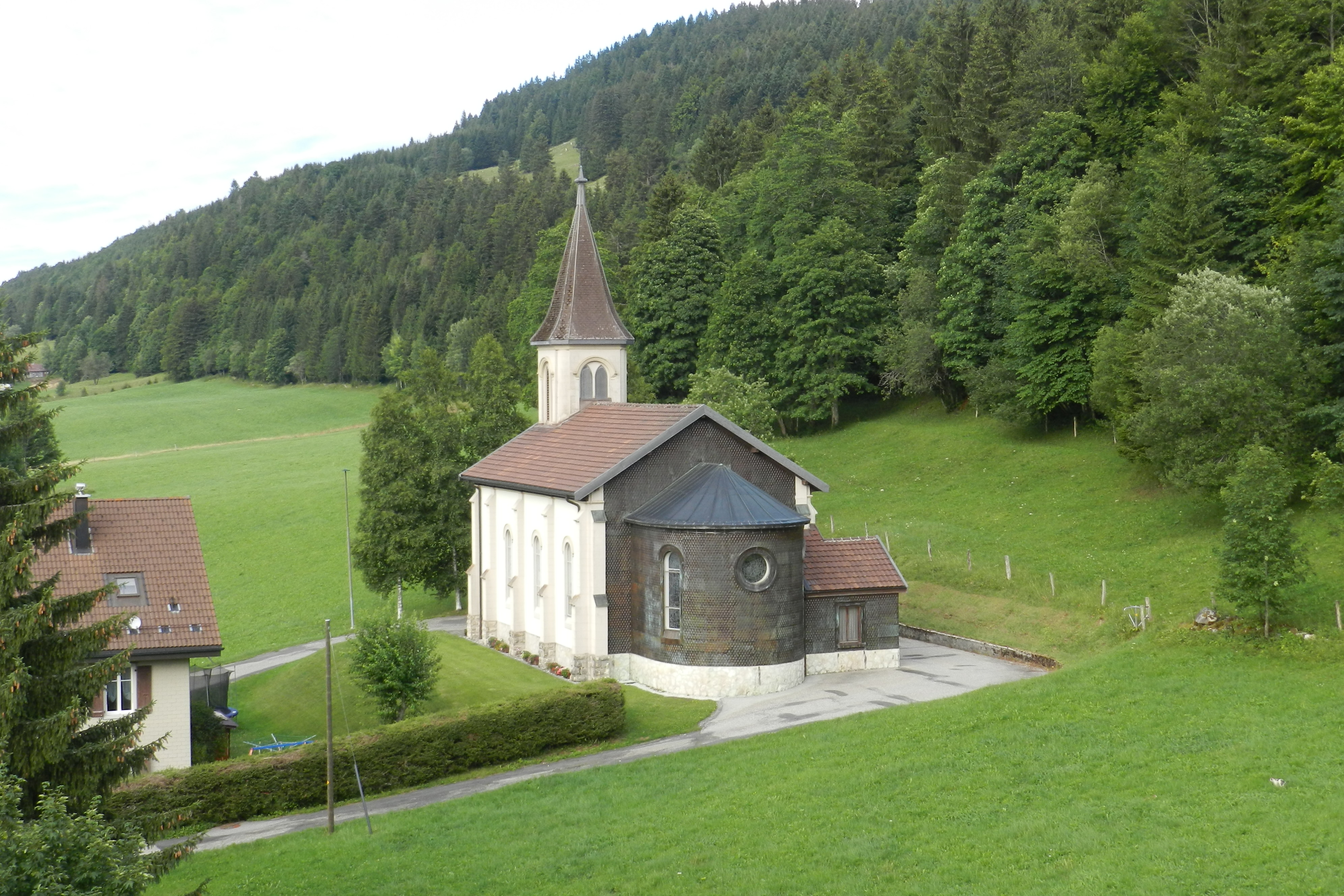
L'église catholique.

Photo aérienne (1964).

### Édifices religieux
Le Brassus en compte deux. Le temple est construit en 1835–1837, l'église catholique Saint Pierre et Paul en 1910. 

### Rue de la Gare 7

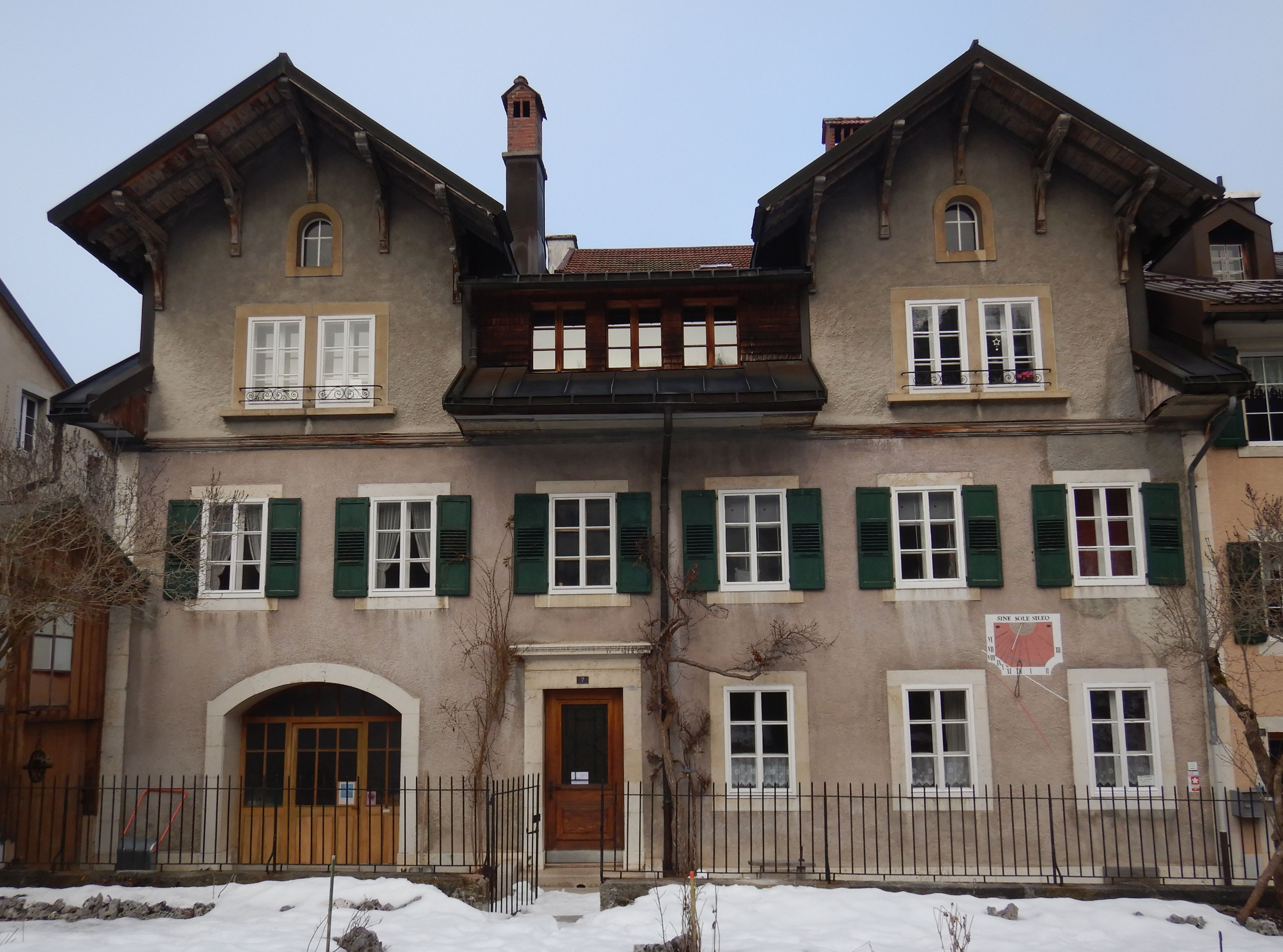
Façade de la Rue de la Gare 7, Le Brassus.

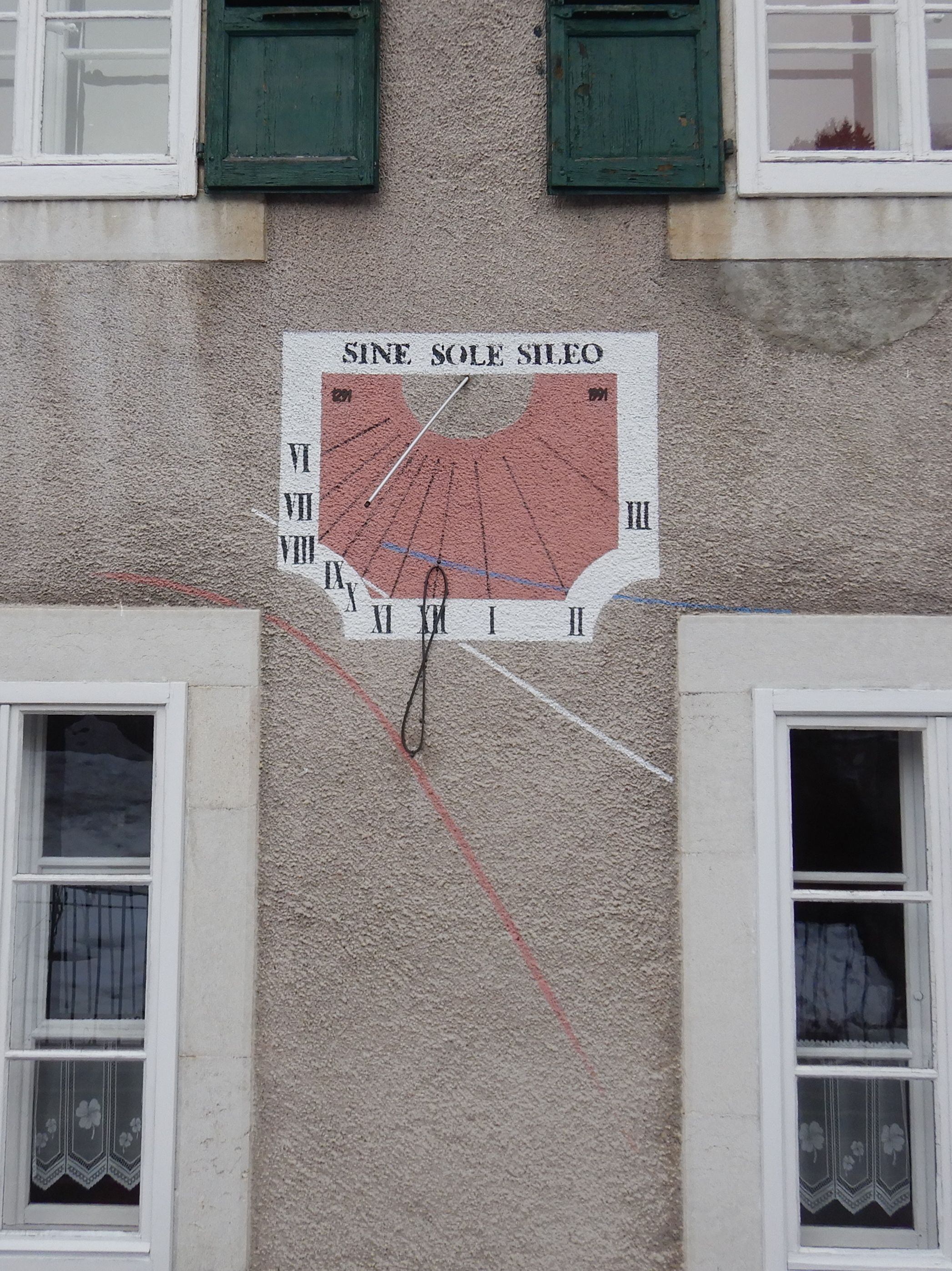
Cadran solaire à la Rue de la Gare 7, Le Brassus.

Sur la façade de la Rue de la Gare 7 il y a un cadran solaire, qui montre non seulement le temps, mais aussi l'équation du temps.

## Population

### Surnom
Les habitants de la localité sont surnommés les Brasse-Cutiers par ceux du Sentier.

### Démographie
Ci-dessous, graphique représentant l'évolution de la population du Brassus :

## Domaine skiable
Le Brassus fait partie du regroupement de quatre stations de ski de la Vallée de Joux. Le domaine skiable borde la route du col du Marchairuz.

### Source
- « Le Brassus » dans le Dictionnaire historique de la Suisse en ligne.